# Boris Batanow
Boris Aleksiejewicz Batanow, ros. Борис Алексеевич Батанов (ur. 15 lipca 1934 w Moskwie; zm. 18 czerwca 2004 tamże) – rosyjski piłkarz, grający na pozycji pomocnika lub napastnika, trener piłkarski.

## Kariera piłkarska

### Kariera klubowa
Wychowanek klubu Mietrostroj Moskwa. W 1955 rozpoczął karierę piłkarską w wojskowej drużynie BOF Sewastopol. W 1958 został zaproszony do Zenitu Leningrad. Na początku 1960 przeszedł do Torpieda Moskwa. W 1967 przeniósł się do Wołgi Gorki, w której zakończył karierę piłkarza.

### Kariera reprezentacyjna
W 1959 występował w olimpijskiej reprezentacji ZSRR. 18 czerwca 1961 rozegrał jeden mecz w narodowej reprezentacji ZSRR z Turcją.

## Kariera trenerska
Po zakończeniu kariery piłkarza rozpoczął pracę szkoleniowca. Od 1968 do 1973 pomagał trenować rodzimy Torpiedo Moskwa. W latach 1973–1974 szkolił dzieci w Szkole Sportowej Torpiedo Moskwa. Od początku do 25 września 1975 roku prowadził Rubin Kazań, a w 1977 Łucz Władywostok. Na początku 1978 stał na czele Tawrii Symferopol, którą kierował do 10 czerwca 1978. Od lipca 1978 do 1980 trenował Moskwicz Moskwa, a od 1981 do kwietnia 1982 Dinamo Kaszyra. W 1984 ponownie dołączył do sztabu szkoleniowego Torpieda Moskwa, ale we wrześniu odszedł do Amuru Błagowieszczeńsk. Potem prowadził kluby Torpedo Wołżski i Wołżanin Kineszma.
18 czerwca 2004 zmarł w Moskwie w wieku 69 lat.

## Sukcesy i odznaczenia

### Sukcesy piłkarskie
Torpedo Moskwa
- mistrz ZSRR: 1960, 1965
- wicemistrz ZSRR: 1961, 1964
- zdobywca Pucharu ZSRR: 1960

### Sukcesy indywidualne
- wybrany do listy 33 najlepszych piłkarzy ZSRR: Nr 2 (1959, 1960)

### Odznaczenia
- tytuł Mistrza Sportu ZSRR